# Episema bicolor
Episema bicolor là một loài bướm đêm trong họ Noctuidae.